# Sarit Hadad
Sarit Hadad (Hebreo: שרית חדד), nacida como Sara Khudadatov (Afula, 20 de septiembre de 1978) es una cantante israelí natural de Hadera. Desde su salto a la fama, Sarit ha enlazado numerosos éxitos musicales, siendo considerada la mejor voz de Oriente próximo, siendo conocida en su país como "la Voz de Israel" y como la "Reina de la música Israelí". Tiene en el mercado más de 20 discos, siendo unas de las artistas más premiadas de la música de su país, y una de las máximas exponentes de la cultura de medio oriente, llegando su música también a público de origen árabe. Además de en hebreo, la cantante ha interpretado canciones en numerosos idiomas como inglés, árabe, griego, francés, georgiano o turco. Fue declarada por la cadena de música israelí, Channel 24, como la mejor cantante femenina de la primera década del siglo XXI, además de haber sido declarada la cantante del año en Israel en cinco ocasiones. Fue encargada de representar a su país en el Festival de Eurovisión en el año 2002 con la canción "Light a Candle". Su tema más famoso es "שמע ישראל" ("Oye, Israel"), que expresa un canto de dolor del pueblo de Israel hacia Dios. Entre sus logros se encuentra ser la primera cantante israelí que realiza conciertos en un país árabe, en este caso Jordania. La cantante estadounidense Madonna reveló que ella es una gran seguidora de Sarit Hadad, y que goza el escuchar su música al cenar en un restaurante kosher cerca de su casa. Debido a su profunda religiosidad, Hadad no realiza conciertos o presentaciones los viernes por las noches y los sábados o Shabbat y días de fiesta judías. Según un informe realizado en el año 2008, Sarit Hadad ingresa alrededor de 7,2 millones de dólares al año por sus conciertos, las ventas de sus CD, las descargas musicales, entre otros motivos.

## Biografía
Sarit Hadad nació en la ciudad de Afula, al sur de Nazaret, en un hogar tradicional como la más joven de nueve niños, con cuatro hermanas y cuatro hermanos. Su nombre de nacimiento fue el de Sara Khudadtov (Hebreo: שרה חודדטוב). Sus antepasados fueron judíos de la montaña, judíos del Cáucaso (originarios de Azerbaiyán y Daguestán, y en menor medida de Chechenia, Kabardia-Balkaria o el Krai de Krasnodar). Con tres años, su familia se trasladó desde Afula a Hadera, al sur del Distrito de Haifa. A los ocho años comenzó a tocar el piano en clubes. Sus padres no descubrieron esto hasta dos años más tarde, algo que oculto por parte de la joven, cuyos padres querían que se dedicara a la medicina. En ese período aprendió también a tocar el órgano, la guitarra, el acordeón y la darbuka,(instrumento de percusión árabe), entre otros, de manera autodidacta. Compaginando su carrera discográfica, estudió en la Escuela Democrática de Hadera.
Con tan solo 18 años, la artista quedó huérfana de padre, que falleció debido a un ataque al corazón en 1996. La cantante fue madre en otoño del año 2017 de un niña, de la que no ha trascendido la identidad del padre, posteriormente en el año 2020 volvió a ser madre de otra niña de la que tampoco ha trascendido la identidad del padre.

## Carrera musical

### 1993-1996: Inicios de su carrera musical y primeros discos
A los quince años pasó a formar parte de la banda juvenil de Hadera, lo que supuso su primer paso hacia una carrera en solitario, destacando ante el público por su espectacular voz. Con 16 años, durante un concierto en una playa de Netanya junto a su banda, fue descubierta por Avi Gueta, productor que le ofreció un contrato de grabación. 
Con tan solo 17 años, Sarit grabó su primer álbum, titulado ניצוץ החיים (El brillo de la vida), que consiguió vender más de 80.000 copias y supuso el salto a la fama de Sarit al panorama musical de Israel. Dicho álbum incluía 11 canciones, en su mayoría con música griega y turca y una canción en árabe, además de un dueto con el cantante druso Sharif. 
En 1996 grabó su segundo álbum, que llevó por nombre הופעה חיה בצרפת (En vivo desde Francia), a pesar de que fue realizado en un estudio de grabación en Israel. El álbum incluía canciones populares de Turquía, Marruecos, Georgia, Yemen y Francia. 

### 1997-2000: Consolidación en Oriente Medio y Premio a la cantante del año en 1999
En 1997 fue publicado su tercer álbum, הדרך שבחרתי (El camino que elegí). A pesar de que no fue un gran éxito de ventas, dicho álbum sirvió para consolidar la música de Sarit en el panorama de Israel. Durante este año, Sarit realizó un dueto con el cantante Kobi Oz, líder del grupo Teapacks, que se convirtió en un completo éxito. Durante octubre de dicho año, la cantante visitó Jordania, donde lanzó un álbum en árabe, בערבית (En árabe), que se convirtió en un auténtico éxito en el país y otros países árabes, a pesar de que ella no habla dicho idioma.
En 1998 salió a la venta su siguiente álbum, חוק החיים (Ley de vida), que incluía 11 nuevas pistas. Entre las canciones de este disco destacó "הכל סגור" ("Todo está cerrado"), canción escrita por Zeev Nehama y música de Tamir Kaliski, "לב זהב" ("Corazón de oro") o "מאמי מאמי" ("Mami mami"). El álbum estuvo escrito por reconocidos compositores y cantantes de Israel, y tuvo un importante éxito en las radios nacionales. En ese año, Sarit participó en el Festigal con la canción "חברים בכל מיני צבעים" ("Amigos de diferentes colores"), quedando en segunda posición.
En 1999, Sarit puso a la venta su sexto álbum que tenía por nombre כמו סינדרלה (Cenicienta), siendo el álbum de mayor éxito hasta ese momento de la artista. Para dicho álbum, la artista incorporó nuevos sonidos más pop/rock. Entre las canciones que destacan de dicho álbum se encuentran “כמו סינדרלה” (“Cenicienta”), "הייתי בגן עדן" (“Yo estaba en el paraíso”), "לדמעות יש פה" (“Hay lágrimas”) y "כשאני איתך אני כמו דג" (“Cuando estoy contigo soy como un pez”). Durante este año, cuando tan solo contaba con 21 años, la cantante realizó un macroconcierto en Palacio de la Cultura de Tel Aviv que fue recogido en un CD y DVD para su posterior venta. Debito a los continuos éxitos cosechados, Sarit fue premiada como mejor cantante del año en Israel.
En el año 2000, Sarit publicó un nuevo disco que llevaba por título לעשות מה שבא לי (Haciendo lo que quiero). Las letras de sus canciones fueron compuestas por artistas de renombre como Ehud Manor, David Sigman, Uzi Hitman, Yossi Gispan,  Smadar Shir, Lior Farhi y Kobi Oz. El álbum incluyó la canción "אבא" ("Papá), en memoria de su padre fallecido en 1996, además de una versión en hebreo del tema principal de la serie argentina Muñeca brava, cantado originalmente por Natalia Oreiro. 

### 2001-2002: Nuevos sonidos, éxito deאשליות מתוקות(Dulces ilusiones) y Eurovisión 2002
2001 vino acompañado de la aparición de nuevos sonidos en la música de la cantante, acercándose más a un estilo pop mizrají. Su nuevo álbum, אשליות מתוקות (Dulces ilusiones), se convirtió en un auténtico éxito de ventas (más de 175.000 copias), siendo considerado uno de los discos más vendidos de la historia musical del Estado de Israel. Su primer sencillo, "יאללה לך הביתה מוטי" ("Ven a casa Moti") se convirtió en un importante éxito días después de su lanzamiento, al igual que lo hizo la canción "כשהלב בוכה" ("Cuando el corazón llora"), también conocida como "שמע ישראל" ("Oye, Israel"). La canción, que expresa un canto de dolor del pueblo de Israel hacia Dios, fue escrita por Yossi Gispan y tiene música de Shmuel Elbaz. Rápidamente se convirtió en un himno no oficioso del país contras los ataques por parte de los países árabes de su alrededor, siendo la canción más conocida de la artista, la cual interpreta en cada uno de sus conciertos junto a una bandera de Israel. Otros sencillos con éxito fueron las canciones "תזהרי ממנו" ("Ten mucho cuidado de ella"), que interpretaba junto a Kobi Oz, o ""תשתוק תשתוק" ("¡Cállate!, ¡cállate!"). Debido al gran éxito conseguido durante dicho año, la cantante fue premiada como la mejor cantante en 2001. 
A comienzos del año 2002, Sarit fue elegida por la televisión israelí para representar al país en el Festival de la Canción de Eurovisión 2002 en la ciudad de Tallin, Estonia. La canción original, en hebreo, fue escrita por Yoav Ginai y Tzvika Pik, que habían compuesto la canción "Diva" con la que Dana Internacional ganó el festival de Eurovisión en 1998. Finalmente, en el festival, la cantante presentó su tema en hebreo e inglés, bajo el título "Light A Candle" ("Enciende una vela"), con la que consiguió la duodécima posición con 37 puntos. Durante el Festival, la cantante sufrió un boicot por parte del presentador de Suecia, que dijo "Mucha gente piensa que Israel no debe aparecer en el concurso debido a su tratamiento con los palestinos", a lo que añadió al final de la canción, "Vamos a ver cuantos puntos consigue esta canción de Israel. De mi parte tienen 0 puntos".
Tras su paso por Eurovisión, Sarit publicó nuevo álbum, ילדה של אהבה (La niña del amor), que se convirtió en un éxito de ventas, vendiendo más de 160.000 copias. El disco incluía la versión en hebreo de "Light a Candle", además de otros temas de éxito.

### 2003-2006: Colaboraciones conSubliminal,Ivri Lidery David D'Or
Con la llegada del año 2003, Sarit lanzó un nuevo álbum al mercado musical. En esta ocasión su título fue רק אהבה תביא אהבה (Solo el amor traerá amor). Para dicho álbum, Sarit contó con la colaboración de numerosos cantantes y compositores, y la propia cantante puso música a dos de sus temas. Su principal éxito fue "קצת משוגעת" ("Un poco loco"), canción que había sido rechazada por el Comité Israelí de Eurovisión en 2002 por ser demasiado oriental. Durante ese año, Sarit puso voz al tema principal de la exitosa serie de televisión israelí אהבה מעבר לפינה (El amor en torno a la esquina).
En 2004, Sarit fue nombrada "cantante del año" por la comunidad judía de Francia. Además, lanzó un nuevo álbum, חגיגה (Celebración), que incluía un dueto junto al rapero Subliminal, llamado "הסוד" ("El secreto"). La canción obtuvo un gran rendimiento comercial en las radios musicales del país, y el álbum consiguió más de 140.000 ventas, teniendo una gran valoración por parte de los críticos musicales. El álbum incluía un tema compuesto por el cantante Ivri Lider, titulado "בחום של תל אביב" ("En el calor de Tel Aviv"). Además, durante ese año, colaboró con David D'Or para realizar el DVD "Animales domésticos en consonancias".
Su álbum מיס מיוזיק (Miss Music) fue lanzado al mercado en 2005, incluyendo éxitos como "בין כל הבלאגן" ("Entre la prisa") y "בושם צרפתי" ("Perfume francés"). El álbum vendió más de 40.000 copias, siendo considera disco de platino.
En 2006, Sarit participó en la grabación de un DVD titulado לילדים בשם (Princesa de la alegría), donde se convertía en princesa para solucionar los problemas entre los niños y el hombre. En diciembre de 2006, Hadad deslumbró a las muchedumbres en Nueva York, Miami y Los Ángeles con su presentación "Cante con Sarit".

### 2007-2011: Éxito de "זה ששומר עלי" ("Me mantiene"), álbumes recopilatorios y éxito de "קרוסלה" ("Carrusel")
En 2007 fue publicado un nuevo álbum de estudio, llamado זה ששומר עלי (Me mantiene) que obtuvo el disco de platino por haber vendido más de 45.000 copias en pocos meses. Su canción "זה ששומר עלי" ("Me mantiene") fue nombrada la canción del año en Israel en los Premios IAM, debido a su éxito. Sin embargo el verdadero éxito vino de la mano de Offer Nissim que realizó una versión remix del tema, que fue lanzado por Europa cosechando un gran éxito en todo el continente. Otros éxitos de dicho álbum fueron "המסיבה" ("El partido") y "עליך ועליי" ("Tú y yo").
Para el 60 Aniversario de la Independencia de Israel, Sarit participó en la gala de celebración cantando la canción "שיר הפריחה" ("Canción de la floración"), versión del mismo tema de la cantante Ofra Haza. Durante ese año, Sarit sacó a la venta dos álbumes recopilatorios de sus mayores éxitos en sus años de carrera, שרית חדד - האוסף הקצבי (Sarit Hadad - versión rítmica) y שרית חדד - האוסף השקט (Sarit Hadad - versión suave). De este álbum destacan las canciones אדון עולם ("Adom Olam"), inédita hasta el momento, además del tema anteriormente comentado de la cantante Ofra Haza. En 2008, la cantante china Yumiko Cheng realizó una versión de la canción "בחום של תל אביב" ("En el calor de Tel Aviv) que había sido escrita cuatro años antes por Ivri Lider. La canción fue un auténtico éxito en China.
La llegada del año 2009 supuso el cambio de compañía discográfica tras su firma con Hed Artzi. Su primer álbum con este sello discográfico se publicaría en abril de dicho año. Este trabajo tomó el nombre de מרוץ החיים (La carrera de la vida) y contenía un total de 14 temas. Entre sus mayores éxitos estuvieron "בשבילך" ("Para ti") y "החיים שלך נפלאים" ("Su maravillosa vida"). Además el álbum incluía la canción "אהבה בתוכי" ("Ámame"), versión de una canción griega llamada "Τρέξε" ("Excusa"). Por este trabajo la cantante obtuvo el disco de platino solo tres días después de haberlo publicado. Durante el año, Sarit, junto a otros famosos israelíes como Bar Refaeli, participó en una campaña de la Autoridad del Agua contra las aguas residuales. Durante este año, la cantante lanzó la canción "קרוסלה" ("Carrusel") como tema principal del programa HaAh Hagadol, versión israelí del programa Gran Hermano, que se convirtió en un gran éxito. A finales de año, Sarit fue premiada como la mejor cantante del año 2009 y de la primera década del actual siglo. Además, realizó un dueto con el cantante Eyal Golan, titulado “רגע גדול” (“Un gran momento”).
En 2010, Sarit participó de nuevo en el Festigal, un concurso musical celebrado anualmente en Israel, además de colaborar con el Ministerio de Seguridad Pública en una campaña para prevenir la violencia entre niños y adultos, donde Sarit salía cantando la canción “אל תיגרר” (“No te dejes arrastra”). 
En marzo de 2011, Sarit publicó un nuevo disco, titulado 20. En él se incluían veinte canciones, entre ellas un dueto con el cantante griego Nikos Vertis. El álbum contenía numerosas canciones exitosas, entre las que se encuentran “מאחלת לך” (“Te estoy deseando”), “אור כוכב” (“La luz de las estrellas”), “סוף שבוע בפריז” (“Fin de Semana en París”) o “בנות, בנות” (“Chicas, chicas”). Este disco vendío más de 40.000 copias, consiguiendo disco de platino. Junto a la cantante Alicia, la reina del pop búlgaro, Sarit lanzó un dueto llamado “תגלי לי” (“Descubrir el pastel”), junto a un videoclip realizado en el Palacio del Zar de Bulgaria.

### 2012-2014: Entrenadora deThe Voice ישראל

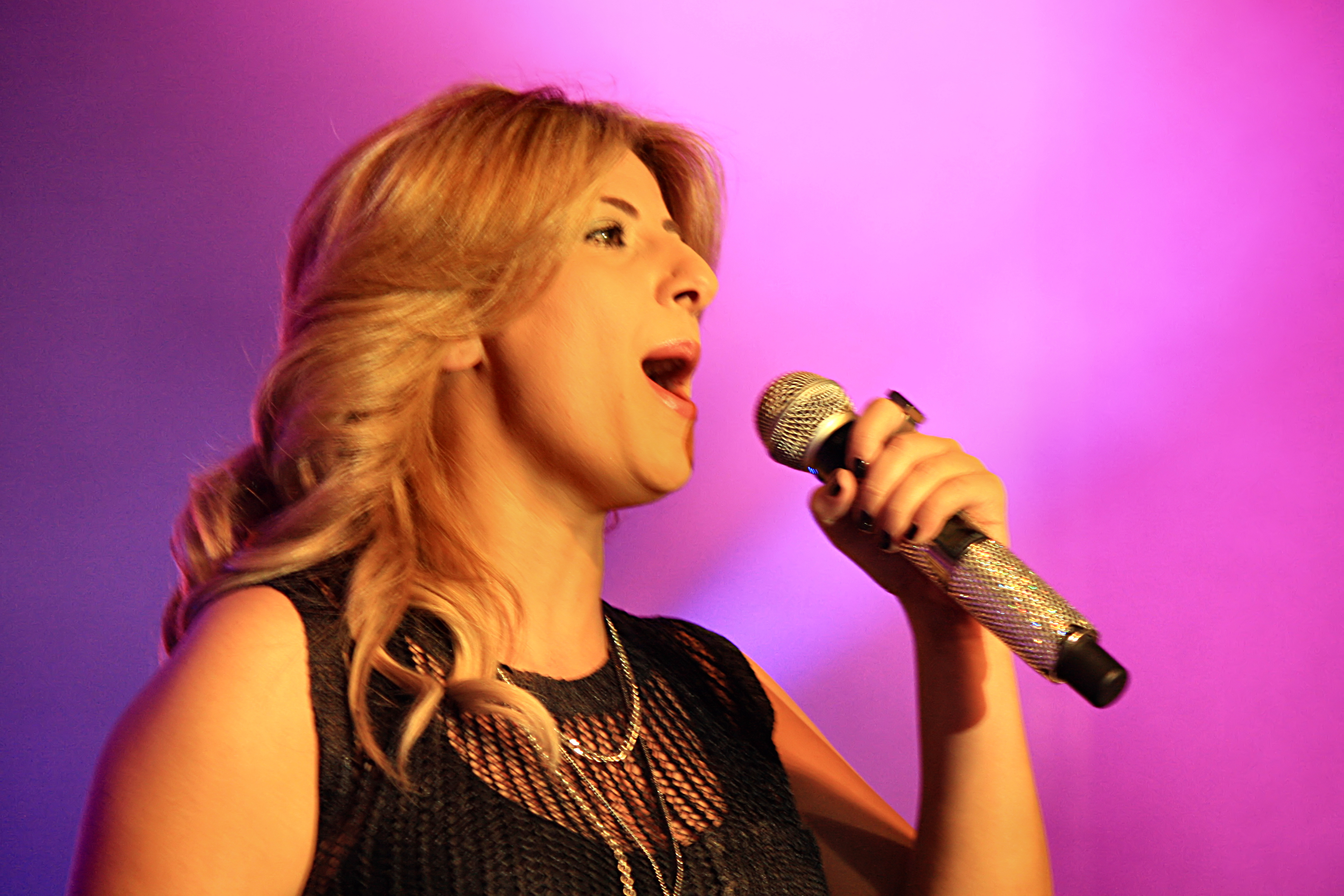
Sarit Hadad durante un concierto.

Sarit Hadad fue elegida por la cadena Reshet para ser entrenadora de la versión israelí del programa The Voice, junto a Aviv Geffen, Shlomi Shabat y Rami Kleinstein. La cantante fue la jurado ganadora debido al triunfo de Kathleen Reiter, una judía de origen canadiense, miembro de su equipo. Por aquel entonces, Sarit lanzó el sencillo "פה יפה" ("Muy bien"), escrito por Moore Shlomovitz y Dikla. Meses más tarde, un nuevo sencillo fue publicado en radio y plataformas digitales, en este caso, "הוא לא ידע את שמה" ("El no sabía su nombre"). Además, la cantante publicó un tema llamado "תפילה בדרך" ("Camino de oración"), que había sido escrita por el expresidente israelí Shimon Peres. 
Durante 2012, Sarit publicó el tema "לינדה" (Linda), una canción de estilo mizrají con una gran influencia de la música árabe, que incluye un fragmento en idioma árabe. De nuevo Sarit participó como entrenadora en la segunda edición del programa The Voice Israel.  A finales de 2012, Sarit publicó el sencillo "אבי שבשמיים" ("Padre mio), una plegaria dedicada a Dios que sería incluida en su próximo álbum llamado ימים של שמחה חלק א (Dias a Alegría-Parte I), que fue publicado en el mes de junio de 2013, convirtiéndose en uno de los mayores éxitos de la cantante hasta el momento, incluyendo un total de 17 canciones. Durante este año, Sarit Hadad fue elegida como "Cantante del año" por el Canal 24, las estaciones de radio y el sitio web "Mako".  
A comienzos de 2014, Sarit Hadad cantó durante el funeral del histórico político israelí Ariel Sharon el tema "שנינו מאותו הכפר" ("Los dos somos del mismo pueblo"). Como entrenadora de la tercera edición del programa musical The Voice Israel, Sarit ganó el concurso gracias al triunfo del joven Elkana Marziano. Durante este año, Sarit colaboró en una serie de espectáculos junto al cantante mizrají Eyal Golan, donde también participó el cantante griego Nikos Vertis. El espectáculo se llamaba פעם בחיים (Una vez en la vida), en referencia al acontecimiento por el que Eyal Golan y Sarit, las dos voces más importantes del país, cantaban en el mismo escenario por primera vez. Con motivo del espectáculo se celebró un macroconcierto en el Estadio Bloomfield, ante miles de personas.

### 2015-2016: Álbum שרית חדד (Sarit Hadad) y colaboración con Arisa
A comienzos de 2015, Sarit Hadad publicó un nuevo álbum que llevaba su propio nombre por título, Sarit Hadad. El álbum, considerado por muchos como el mejor de toda su carrera discográfica, mezclaba diferentes estilos, aunque en él predominaba el estilo oriental, mezclado con la música mizrají y el género pop. El álbum alcanzó el disco de platino después de alcanzar las 30 000 copias vendidas. Del álbum, Sarit publicó el tema "חיכיתי לו" ("Lo esperé"), en un videoclip inspirado en los años 70 y con la colaboración del humorista israelí Ilan Peled, que interpreta varios personajes en el mismo.
En verano, la artista colaboró con Arisa para promocionar medienta el tema "קרקס" ("Circo"), las fiestas gay más importantes de la época estival en Tel Aviv, además de ser nombrada como la canción oficial del Desfile del Orgullo Gay en Israel, suponiendo esta la primera colaboración de la artista con el movimiento LGTB. El tema estaba compuesto por Doron Medalie, autor de otros temas famosos como "Golden Boy" de Nadav Guedj o "Ti Koitas" de Eleni Foureira.
Durante 2015, la cantante fue jurado del concurso musical juvenil Masterclass, donde niños y niñas de todo el país disputaban el premio a la mejor voz. En dicho concurso la cantante coincidió con Keren Peles, Roni Dalumi y Yehoram Gaon. Sarid fue nombrada de nuevo "Cantante del año" en 2015, y obtuvo un premio por ser la cantante más reproducida en las estaciones de radio israelíes. Durante los MTV Israel de 2015, la cantante interpretó el tema "Love U Till I Die" junto al DJ Offer Nissim, y recogió el premio a "Video del Año" por su tema "חיכיתי לו".
A comienzos de 2016, Sarit publicó una nueva canción llamada "חוזרת בתשובה" ("Arrepentida") y posteriormente el sencillo "איך זה את" ("¿Cómo es?") junto al cantante Shalom Hanoch. En verano, Sarit Hadad fue la encargada de poner voz a la banda sonora de la película Yismach Chatani, dirigida por Emil Ben Simon y protagonizada por el actor israelí Aviv Alush.

### 2016-2017: Álbumשׂרה שׁרה(Sara canta) y nuevos sonidos
El 20 de septiembre de 2016, Sarit sorprendió con el lanzamiento del tema "למה לי" ("¿Por qué yo?"), un tema muy diferente a lo que anteriormente había publicado, con un sonido muy actual, y bailable, lo que recibió numerosas críticas tanto positivas como negativas, pero alegando que este no era el estilo de Sarit Hadad. Aun así, el tema se convirtió en un gran hit en Israel, cosechando más de 9 millones de visitas en Youtube. El sencillo, sería el primero sencillo de su próximo álbum, en el que podríamos ver a una Sarit Hadad renovada. A finales de 2016, Sarit publicó un nuevo sencillo llamado "בלי שביקשתי" ("Sin preguntarme"), un tema completamente alejado del anterior, donde se podía ver a Sarit con su guitarra, siendo una balada pop.

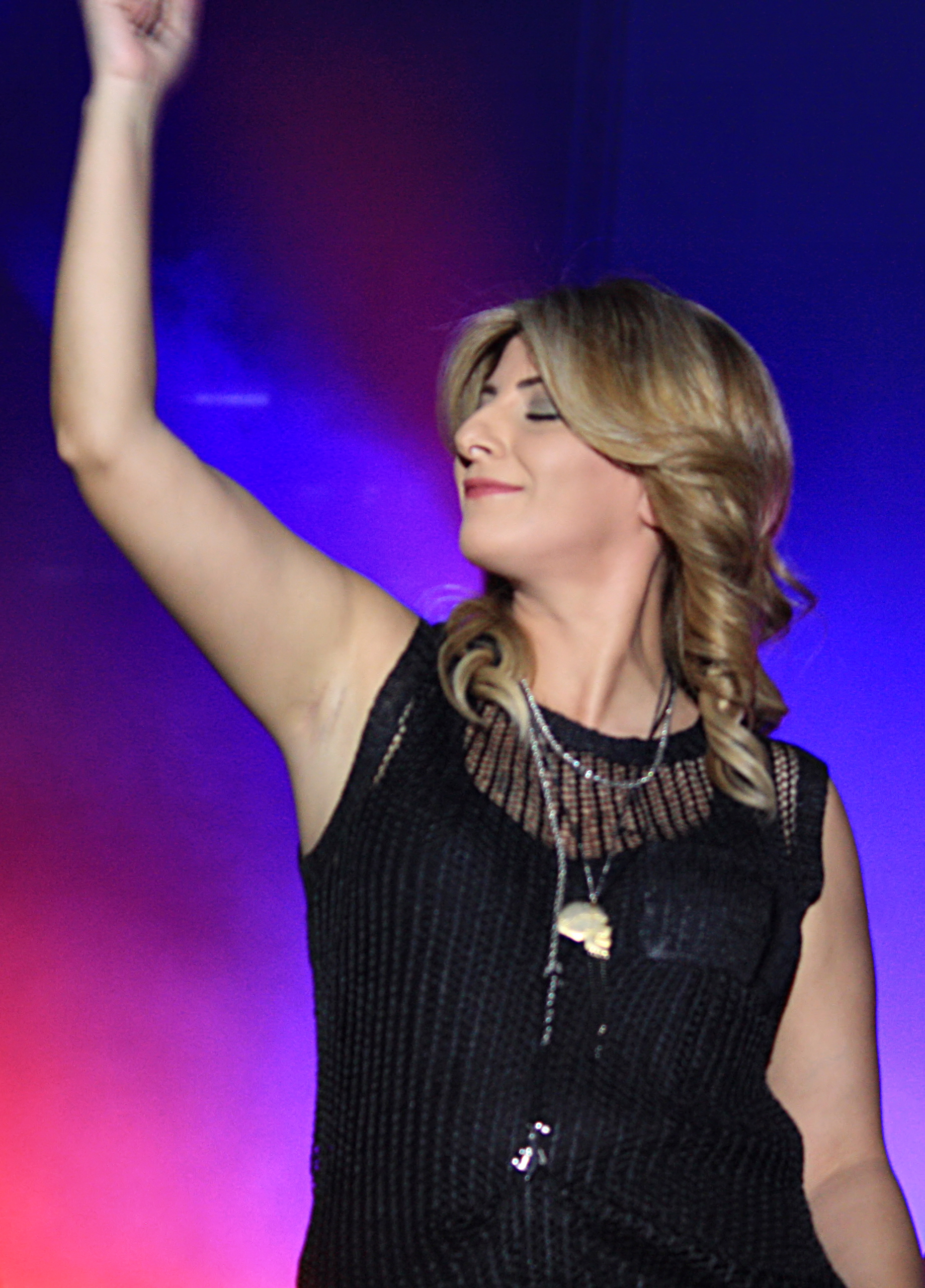
Sarit Hadad durante un concierto.

El 2017 comenzó con la publicación del tema "היית איתה" ("Estabas con ella"), producida por Jordi, uno de los productores más importantes del país, famoso por producir los temas del dúo Static & Ben El Tavori. El tema destacó por ser muy diferente a lo habitual en la cantante, envuelta en un estilo pop con toques mizrajíes, consiguiendo posicionarse durante tres semanas consecutivas en el n.º 1 del ranking de canciones en Israel, convirtiéndose Sarit en la única cantante israelí en llevar 10 temas a lo más alto del ranking Tan solo un mes después de su publicación, Sarit lanzó otro nuevo tema, siguiendo la imagen actual que la artista quería conseguir con sus publicaciones. El tema se tituló "לא תודה" ("No, gracias"), una canción muy actual y con un videoclip futurista, donde la propia Sarit se caracteriza de varios personajes a la vez.
A la vez que este último tema, Sarit publicaba en marzo de 2017 su nuevo álbum llamado שׂרה שׁרה (Sara canta), contando con un total de 20 canciones. El nuevo trabajo consiguió ser certificado como disco de oro por la venta de 15 000 copias y tras tres semanas en el mercado fue certificado con un doble disco de platico por haber vendido 60 000 copias, siendo el disco más vendido de la artista en la última década. Con el disco en el mercado, Sarit continuó publicando videoclip de los temas, como los de " שׂרה שׁרה"  (Sara canta), que daba nombre al álbum, o los de " היי אחותי" ("Hola, hermana") o "וואי וואי" ("Wai wai").
En verano de 2017, Sarit Hadad cantó en Nueva York en la sede de la ONU para conmemorar el 50 aniversario de la reunificación de la ciudad de Jerusalén.
El 11 de septiembre de 2017, Sarit Hadad fue nombrada como "Cantante del año" en Israel. En octubre publicó el tema "חלק ממני" ("Parte de mi"), una bella balada dedicada a su hija, debido a su reciente maternidad. A finales de 2017, Sarit fue considerada la tercera artista del año en Israel en número de reproduciones en la radio, por detrás de Eyal Golan y Moshe Peretz. El 30 de diciembre, Sarit interpretó el tema "סימן שאנחנו מגזימים" ("Una señal que exageramos"), en un programa musical, dónde los artistas israelíes actúan ante niños.

### 2018-presente: Sarit "The Show"
Desde finales de 2017, Sarit publicó en su cuenta de Youtube una promoción de un nuevo espectáculo que realizaría en 2018, llamado Sarit "The Show". El 21 de enero de 2018, Sarit publicó un nuevo tema llamado "אמן" ("Amen"), un tema compuesto por Doron Medalie, que ya colaboró con ella anteriormente.

## Discografía
- 2017 - שרה שרה Sara canta
- 2015 - שרית חדד Sarit Hadad
- 2013 - ימים של שמחה חלק א'("Días de Alegría Parte I")
- 2011 - 20
- 2009 - מירוץ החיים ("La carrera de la vida")
- 2008 - האוסף הקצבי ("La colección rítmica")
- 2008 - האוסף השקט  ("La colección suave")
- 2007 - זה ששומר עליי ("Él que me protege")
- 2005 - מיס מיוזיק ("Miss music")
- 2004 - חגיגה ("Celebración")
- 2003 - רק אהבה תביא אהבה ("Sólo El Amor Traerá Amor")
- ילדה של אהבה – 2002 ("La Niña Del Amor")
- אשליות מתוקות – 2001 ("Dulces Ilusiones")
- לעשות מה שבא לי – 2000 ("Haciendo Lo Que Quiero")
- הופעה חיה בהיכל התרבות – 1999 ("En Vivo Desde Heycal Hatarbut)
- כמו סינדרלה – 1999 ("Cenicienta")
- חוק החיים – 1998 ("Ley De Vida")
- בערבית – 1997 ("En Árabe")
- הדרך שבחרתי – 1997 ("El Camino Que Elegí")
- הופעה חיה צרפת – 1996 ("En Vivo Desde Francia)
- ניצוץ החיים - 1995 (La chispa de la vida)

### Greatest hits album
- The compilation - 2008 - האוסף
- The Best - 2012 - המיטב

### Otros
- Mega Mix-Like Cinderella – 1999 – מגה מיקס
- Light a Candle - 2002 - נדליק ביחד נר
- Once in a Lifetime (en Bloomfield Stadium) 2014

### DVD
- DVD - The Show (Like Cinderella)
- DVD - In the Temple (Doing What I Want)
- DVD - In Caesarea (Sweet Illusions)
- DVD - Child of Love (in Caesarea)
- DVD - Only Love Will Bring Love (in Caesarea)
- DVD - Celebration (in Caesarea)
- DVD - All the Happy People (in Caesarea)
- DVD – Princess of Joy (For Kids)
- DVD – The Race of Life, Live at Caesarea 2009 (in Caesarea)
- DVD - Once in a Lifetime (in Bloomfield Stadium)